# Las Limas, Chilón
Las Limas är en ort i Mexiko.   Den ligger i kommunen Chilón och delstaten Chiapas, i den sydöstra delen av landet, 800 km öster om huvudstaden Mexico City. Las Limas ligger 927 meter över havet och antalet invånare är 114.
Terrängen runt Las Limas är huvudsakligen kuperad, men den allra närmaste omgivningen är platt. Runt Las Limas är det glesbefolkat, med 16 invånare per kvadratkilometer. Närmaste större samhälle är Ocosingo, 18,1 km sydost om Las Limas. I omgivningarna runt Las Limas växer i huvudsak städsegrön lövskog.